# Ateh Bazore
Ateh Bazore, de son vrai nom Ateh Francis Ngong, né le 28 novembre 1966 à Njinikom, dans le département de Boyo (région du Nord-Ouest, Cameroun), est un auteur-compositeur-interprète, journaliste, écrivain et enseignant camerounais. Il est président du Conseil d'administration de la Société nationale camerounaise de l'art musical (SONACAM) depuis décembre 2020, succédant à Sam Fan Thomas.

## Biographie
Ateh Bazore est actif dans le milieu culturel depuis 1988, année de sortie de son premier album Yi Chintu. Il s’est imposé comme musicien folklorique d'expression anglaise, enseignant et journaliste à la Cameroon Radio Television (CRTV).
En 2020, il obtient un doctorat (PhD) en journalisme à l'École supérieure des sciences et techniques de l'information et de la communication (ESSTIC) de l'université de Yaoundé II.
Il est l'auteur de douze albums musicaux ainsi que de deux ouvrages, Seat of Thorns et Between Two Worlds, intégrés au programme scolaire du sous-système anglophone et utilisés à l’université de Bamenda, de Maroua et de Buea dans le département de littérature africaine.

## Élection à la SONACAM
Le 12 décembre 2020, Ateh Bazore est élu président du Conseil d'administration de la SONACAM lors de l'assemblée générale élective tenue à Yaoundé, avec 254 voix. Il devance Jean Pierre Essome (185 voix), Messi Ambroise (85 voix) et Wax Dey (69 voix).
Son programme met l'accent sur :
- la lutte contre la corruption dans la gestion des droits d'auteur[5] ;
- la modernisation du système de paiement, avec des virements trimestriels vers des comptes bancaires dédiés[6] ;
- l'instauration d'une couverture sociale pour les artistes[7].

## Engagements
En 2020, il est nommé ambassadeur de bonne volonté de la lutte contre la cybercriminalité par la ministre des Postes et Télécommunications du Cameroun. Dans ce cadre, il compose la chanson Stop Cyber Crime, en collaboration avec Annie Anzoue, Isnebo et Sanzy Viany.

## Distinctions
- Chevalier national de l'ordre de la Valeur (2019) ;
- Officier national de l'ordre du Mérite (2023)[10].

## Œuvres

### Discographie
| Année | Titre de l’album    | Remarques                                                              | Réf.   |
| ----- | ------------------- | ---------------------------------------------------------------------- | ------ |
| 1988  | Yi Chintu           | Premier album, début de carrière                                       | [ 11 ] |
| 2009  | Yi Cheum            | Album de 8 titres, genres njeung, bottle dance, bikutsi, salsa et slow | [ 12 ] |
| 2012  | La B.O. de nos life | Participation à un album collectif                                     | [ 13 ] |
| 2015  | Holam Fine          | Album disponible sur Amazon Prime Music                                | [ 14 ] |
| 2017  | My Own              | Contient les titres My Own et Money                                    | [ 15 ] |

### Publications
- Seat of Thorns[16]
- Between Two Worlds[17].